# Изборна скупштина САНУ 1997.
Српска академија наука и уметности основана је 1. новембра 1886. Првих 16. академика поставио је указом краљ Милан Обреновић 5. априла 1887, а затим су нове чланове бирали сами академици на својим изборним скупштинама.
Овим изборним скупштинама Академија се обнављала и подмлађивала, и у томе је њихов велики значај. У овом чланку налазе се информације о резултатима изборне скупштине одржане 23. октобра 1997, посебно за редовне, дописне, чланове ван радног састава и иностране чланове. Ради прегледности информације су разврстане према одељењима, којих је тада било 7.
За информације о осталим изборним скупштинама погледајте Изборне скупштине САНУ.
| Име и презиме         | Године рођења и смрти | Одељење                             |
| --------------------- | --------------------- | ----------------------------------- |
| Иван Гутман           | 1947                  | одељење природно-математичких наука |
| Владан Ђорђевић       | 1938-2022             | одељење техничких наука             |
| Веселинка Шушић       | 1934-2018             | одељење медицинских наука           |
| Светозар Кољевић      | 1930-2016             | одељење језика и књижевности        |
| Драгослав Антонијевић | 1930-2001             | одељење друштвених наука            |
| Радомир Рељић         | 1938-2006             | одељење ликовне и музичке уметности |

| Име и презиме         | Године рођења и смрти | Одељење                             |
| --------------------- | --------------------- | ----------------------------------- |
| Драгослав Маринковић  | 1934-2024             | одељење природно-математичких наука |
| Антоније Ђорђевић     | 1952                  | одељење техничких наука             |
| Богдан Ђуричић        | 1950-2008             | одељење медицинских наука           |
| Александар Младеновић | 1930-2010             | одељење језика и књижевности        |
| Сава Вуковић          | 1930-2001             | одељење историјских наука           |
| Никола Јанковић       | 1926-2017             | одељење ликовне и музичке уметности |

| Име и презиме      | Године рођења и смрти | Одељење                             |
| ------------------ | --------------------- | ----------------------------------- |
| Завиша Јањић       | 1949-2019             | одељење природно-математичких наука |
| Радомир Црквењаков | 1946                  | одељење природно-математичких наука |
| Слободан Ћурчић    | 1940-2017             | одељење историјских наука           |

| Име и презиме                 | Године рођења и смрти | Одељење                             |
| ----------------------------- | --------------------- | ----------------------------------- |
| Јуриј Цолакович Оганесјан     | 1933                  | одељење природно-математичких наука |
| Ђерђ Панто                    | 1936                  | одељење природно-математичких наука |
| Пјер Потје                    | 1934-2006             | одељење природно-математичких наука |
| Валериј Владимирович Скороход | 1934-2017             | одељење техничких наука             |
| Антони Кунадис                | 1937                  | одељење техничких наука             |
| Валентин Витаљевич Румјанцев  | 1921-2007             | одељење техничких наука             |
| Феликс Леонидович Черноуско   | 1938                  | одељење техничких наука             |
| Војислав Вузевски             | 1932-1999             | одељење медицинских наука           |
| Харден Мак Конел              | 1927-2014             | одељење медицинских наука           |
| Берислав Злоковић             | 1952                  | одељење медицинских наука           |
| Еуђенио Пикано                | 1958                  | одељење медицинских наука           |
| Хироши Акајама                | 1931-2012             | одељење медицинских наука           |
| Роналд Гросарт Матичек        | 1940                  | одељење медицинских наука           |
| Жан Дитур                     | 1920-2011             | одељење језика и књижевности        |
| Божидар Видоески              | 1920-1998             | одељење језика и књижевности        |
| Зузана Тополињска             | 1931                  | одељење језика и књижевности        |
| Алекс Драгнић                 | 1912-2009             | одељење друштвених наука            |
| Пјер Мари Галоа               | 1911-2010             | одељење друштвених наука            |
| Ноел Дивал                    | 1929-2018             | одељење историјских наука           |
| Харалд Хауптман               | 1936-2018             | одељење историјских наука           |
| Николаос Икономодис           | 1934-2000             | одељење историјских наука           |